# Era Caroleana

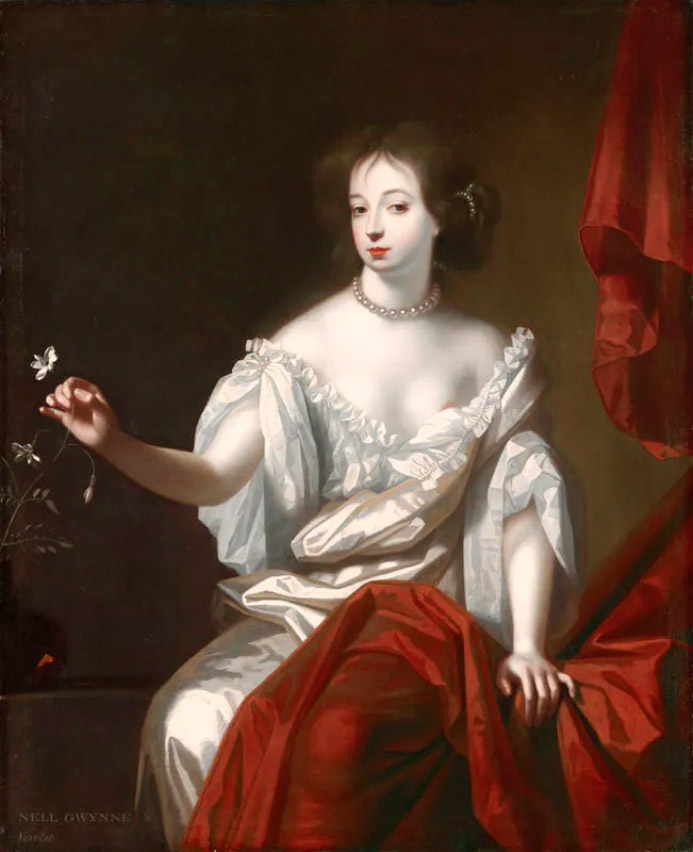
Nell Gwyn, uma cortesã, que se tornou a amante do rei e um ícone da era Caroleana

No mundo de língua inglesa, a era caroleana refere-se ao reinado de Carlos II (1660–1685)  e geralmente se refere às artes. É mais conhecido como A Restauração. Seguiu-se o Interregno quando não havia rei. O período foi marcado pelo florescimento das artes após o fim do Protetorado. Terminou com a Revolução Gloriosa de 1688, quando Jaime II da Inglaterra e VII da Escócia foram para o exílio. A era caroleana não deve ser confundida com a era carolina, que se refere ao reinado do pai de Carlos II, Carlos I (1625–1649).
Em um discurso no parlamento após a morte da rainha Elizabeth II, a primeira-ministra britânica Liz Truss declarou que, após a ascensão do rei Carlos III, a Grã-Bretanha entrou em uma nova era caroleana.